# Ginés Pérez de Hita
Ginés Pérez de Hita (Mula, Murcia, 1544-1619), novelista español, el más importante  en la Región de Murcia durante el Siglo de oro, conocido sobre todo por su novela histórica Historia de las guerras civiles de Granada.

## Biografía

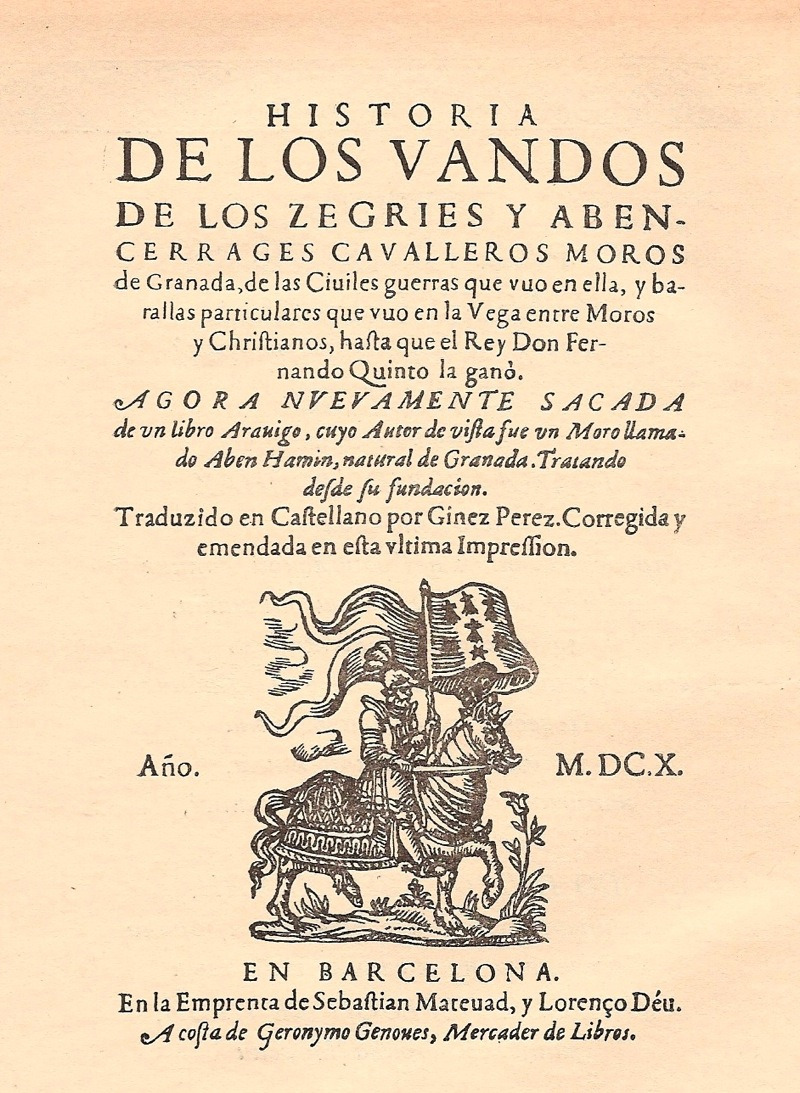
Portada de Historia de los bandos de los zegríes y abencerrajes.

Nació probablemente en Mula hacia 1544, ya que tendría veinticinco años cuando intervino en la guerra contra los moriscos. Desde luego era persona de una cierta instrucción, como testimonian sus libros Belo troyano y Libro de la población y hazañas de la ciudad de Lorca, poema épico que es el verdadero bosquejo del libro capital de Ginés de Hita, Las guerras de Granada, que inaugura de forma brillante el género de la novela histórica.
Su mundo fue el de los artesanos de la región murciana. Del taller de «Ginés Pérez, zapatero» salían carros e invenciones para las fiestas que celebraba la villa. También hacía versos y componía piezas dramáticas que en tales ocasiones se representaban. Muchos años después, habiendo publicado con éxito notable la Historia de los bandos de Abencerrajes y Zegries, colaboró con ingenios de más alto rango en las exequias a la muerte de Felipe II celebradas en la ciudad de Murcia, donde se hallaba avecindado. 
Representante, pues, de la cultura popular, no logró superar como poeta —aunque compuso dos largos poemas— la falta de una formación humanística o cortesana, aunque sí adquirió a través de sus lecturas una educación literaria fragmentaria: conocía bien, por ejemplo, el Orlando Furioso, influencia fundamental cuyo alcance y matices han sido perfectamente precisados por Maxime Chevalier; estaba familiarizado con los libros de caballerías y con crónicas y relaciones sobre los últimos tiempos del reino de Granada y, por supuesto, con el Romancero —el viejo y el nuevo—, otorgando a casi todo lo que hallaba impreso carácter de veracidad. Tales lecturas estimularon su fantasía sin poner trabas a la manera intuitiva en que su ingenio combinaba la verdad histórica y la verdad poética, borrando los linderos entre realidad y ficción y logrando con ello la creación de un mundo poético coherente.

## LasGuerras de Granada
El título completo de su libro es: Historia de los bandos de los zegríes y abencerrajes, caballeros moros de Granada, de las civiles guerras que hubo en ella... hasta que el rey don Fernando quinto la ganó.
Apareció la primera parte, la más interesante, en 1595, en Zaragoza. Narra las rivalidades entre Zegríes y Abencerrajes junto con desafíos y luchas entre moros y cristianos, y otras aventuras de corte caballaresco, ofreciendo una hermosa visión de la Granada de fines del siglo XV, inmediatamente anterior a la conquista cristiana. Sugestionó poderosamente la imaginación popular y creó el subgénero del Romancero Nuevo denominado romance morisco, al cual contribuyeron generosamente Lope de Vega y otros autores. 
La segunda parte apareció en Cuenca, en 1619, y narra la rebelión de los moriscos de las Alpujarras, en la cual participó el autor a las órdenes de Luis Fajardo y de la Cueva, segundo marqués de los Vélez. Como hizo en la primera parte, Ginés intercala romances en el texto, de los cuales algunos son del propio autor. Se nota en esta parte el influjo de La Austriada de Juan Rufo. Al final de este libro, Pérez de Hita lamenta con valentía la expulsión total de los moriscos, lamento no bien recibido en su época. 
La obra de Pérez de Hita no sólo fue muy influyente en la literatura nacional (Calderón, Francisco Martínez de la Rosa, Manuel Fernández y González, Pedro Antonio de Alarcón, etc.), sino también a escala europea (fue traducida al inglés en 1801, al francés en 1809, y al alemán en 1821), marcando el gusto por lo árabe de autores de los siglos XVIII y XIX como Madame de La Fayette, Chateaubriand, Washington Irving, etc.